# تینیشتی (ناحیه پلزن-جنوبی)
تینیشتی (به چکی: Týniště) یک منطقهٔ مسکونی در جمهوری چک است که در Plzeň-South District واقع شده‌است. تینیشتی ۸٫۰۹ کیلومتر مربع مساحت و ۵۶ نفر جمعیت دارد و ۵۳۰ متر بالاتر از سطح دریا واقع شده‌است.